# Cynoglossum stewartii
Cynoglossum stewartii är en strävbladig växtart som beskrevs av Syed Muhammad Anwar Kazmi. Cynoglossum stewartii ingår i släktet hundtungor, och familjen strävbladiga växter. Inga underarter finns listade i Catalogue of Life.